# Мгелцихе (крепость)
Мгелцихе (груз. მგელციხე, букв. «волчья крепость»; тур. KKurtkale Köyü Kalesi) — средневековая крепость, расположенная в историческом регионе Тао-Кларджети. В настоящее время она находится в селе Курткале, район Чылдыр провинции Ардахан. Крепость контролировала ведущую дорогу с юга в Грузию.  

## Описание крепости

Крепость Мгелцихе (Волчья крепость)

От некогда неприступной крепости сохранились руины стен, башен, церкви и жилых помещений. С трех сторон его окружает труднодоступная скалистая долина реки Кура. Северная сторона замка, относительно слабо защищенная природой, тщательно укреплена высокой стеной.
Средневековой замок круглой формы расположен на нескольких террасах, вырубленных на скалистом холме.
Судя по стилю строительства, должен быть построен в IX-X веках. В защитную стену замка встроены две башни, которые сильно повреждены.
Главная башня замка и церковь зального типа расположены на самой верхней террасе. В юго-западной части замка в скале прорублен секретный туннель, ведущий к реке Мтквари.
Здание, по-видимому, имеет следы реконструкционных работ, после разрушения в разные периоды.
В самых древних, начальных слоях строительства используются относительно хорошо обработанные камни среднего размера.